# Francis Burt (australijski gubernator)
Francis Theodore Page Burt (ur. 14 czerwca 1918 w Perth, zm. 8 września 2004 w Perth) – australijski prawnik, działacz państwowy.
W latach 1977–1988 kierował Sądem Najwyższym Australii Zachodniej. Kilkakrotnie tymczasowo pełnił obowiązki gubernatora tego stanu (1980, 1983-1984, 1989-1990) między kadencjami pełnoprawnych gubernatorów. Sam zajmował stanowisko gubernatora w latach 1990-1993.
Nosił tytuł radcy królowej, był odznaczony Orderem Australii oraz Order św. Michała i św. Jerzego.